# Batalha de Klissow
A Batalha de Kliszów (também escrita Klissow ou Klezow) ocorreu em 19 de julho de 1702, perto da vila de Kliszów na Comunidade Polaco-Lituana durante a Grande Guerra do Norte. Um exército sueco sob o comando do Rei Carlos XII da Suécia derrotou um exército polaco-saxão duas vezes maior que era liderado pelo Rei Augusto II, o Forte.
Durante o segundo ano da guerra, após as vitórias suecas em Narva e Düna, Carlos lançou uma campanha contra a Comunidade Polaco-Lituana. Em maio de 1702, Carlos capturou Varsóvia, a capital da Comunidade, onde recebeu informações de que Augusto estava reunindo um grande exército saxão em Cracóvia. Carlos escolheu perseguir Augusto e pediu reforços suecos. Em julho, após pequenas escaramuças e a chegada de seus reforços, Carlos estava pronto para atacar o exército de Augusto, que havia tomado uma forte posição defensiva em Kliszów.
A batalha começou em 9 de julho com o exército sueco tentando cercar a ala direita saxã. Ao mesmo tempo, o Exército da Coroa polonês chegou para ajudar Augusto. As alas suecas resistiram aos ataques da cavalaria saxã-polonesa, que foi expulsa do campo de batalha. A cavalaria e infantaria suecas puderam então atacar conjuntamente a infantaria saxã, que foi forçada a recuar. Augusto recuou para Sandomierz com seu exército em grande parte intacto e manteve o controle de grandes partes da Polônia, mas seu poder militar foi grandemente enfraquecido após a batalha, que foi uma vitória tática e política para Carlos.